# Стенько Григорій Терентійович
Григорій Терентійович Стенько (1928, село Богуславка, тепер Синельниківського району Дніпропетровської області — ?) — український радянський діяч, заслужений металург УРСР, сталевар мартенівського цеху Нижньодніпровського трубопрокатного заводу імені Карла Лібкнехта Дніпропетровської області. Депутат Верховної Ради СРСР 8—10-го скликань.

## Біографія
Народився в селянській родині. У вересні 1944 року був мобілізований до трудових резервів Нижньодніпровського трубопрокатного заводу імені Карла Лібкнехта. Закінчив школу фабрично-заводського навчання.
У 1945—1947 роках — столяр і тесляр на заводі, у 1947—1950 роках — підручний сталевара Нижньодніпровського трубопрокатного заводу імені Карла Лібкнехта Дніпропетровської області.
З 1950 року — сталевар мартенівського цеху Нижньодніпровського трубопрокатного заводу імені Карла Лібкнехта міста Дніпропетровська Дніпропетровської області.
Освіта середня спеціальна.
Член КПРС з 1960 року.

## Нагороди
- два ордени Леніна
- орден Жовтневої Революції
- медалі
- Заслужений металург Української РСР